# Union sportive Auvelais
Dernière mise à jour : 12 octobre 2011.
L'Union sarthoise Auvelais est un ancien club de football belge, localisé dans la commune d'Auvelais. Fondé en 1922, le club, porteur du matricule 238, évolue durant 6 saisons en troisième division durant les années 1930.
Il fusionne en 1945 avec l'Amicale Jemeppe-sur-Sambre (2710) et, conformément au règlement en vigueur à l'époque, les matricules des deux clubs sont démissionnés alors que le club nouvellement former reçoit un nouveau matricule, en l'occurrence le 4290.

## Repères historiques
- 1922 : 13/09/1922, création et affiliation à l'URBSFA de Union sarthoise Auvelais.
- 1924 : 01/01/1924, Union sarthoise Auvelais joue en Orange et Noir. Le 19/09/1924, il adopte les couleurs Rouge et Noir.
- 1926 : 21/12/1926, Union sarthoise Auvelais se voit attribuer le matricule 238.
- 1927 : 01/01/1927, Union sarthoise Auvelais (238) reprend les couleurs Orange et Noir.
- 1932 : 19/01/1932, Union sarthoise Auvelais (238) change son appellation et devient Union sportive Auvelais (238). À la fin de la saison 1931-1932, le club accède pour la première fois aux séries nationales et y restent trois saisons.
- 1938 : 20/09/1938, Affiliation de Amicale Solvay Jemeppe à l'URBSFA comme club "Corporatif" qui reçoit le matricule 2710.

- 1940 : 08/10/1940, Amicale Solvay Jemeppe (2710) devient "club adhérent".

- 1940 : 01/11/1940, Amicale Solvay Jemeppe (2710) change son appellation et devient Amicale Jemeppe (270).

- 1941 : 30/08/1941, Amicale Jemeppe (2710) devient "club effectif".

- 1945 : 24/08/1945, Union sportive Auvelais (238) fusionne avec Amicale Jemeppe (2710) pour former Union Basse-Sambre Auvelais qui reçoit le matricule 4290. Les matricules 238 et 2710 sont démissionnés et disparaissent des registres.

## Histoire
Le club est fondé le 13 septembre 1922 sous l'appellation d'Union sarthoise Auvelais, et s'affilie dans la foulée à l'Union belge. Le 21 décembre 1926, il reçoit le matricule 238. Le club rejoint la Promotion, alors troisième et dernier niveau national, en 1932. Il est le cinquième club de la province de Namur à atteindre ce niveau. Juste avant sa première saison en nationale, le club change son appellation, le 19 janvier 1932 et devient l'Union sportive Auvelais.
Le club y joue trois saisons, puis après un retour d'un an dans les séries régionales, y revient à nouveau pour trois saisons, puis retombe vers les séries régionales en 1939. Au sortir de la Seconde Guerre mondiale, il lie sa destinée à celle de l'Amicale Jemeppe-sur-Sambre (2710), pour former l'Union Basse-Sambre Auvelais. Ce nouveau club reçoit le matricule 4290, tandis que le matricule 238 de l'Union sarthoise Auvelais est radié. Après la fusion, le club évolue encore 27 saisons en nationales, mais disparaît en 2003.

## Résultats en séries nationales
Statistiques clôturées, club disparu

### Bilan
| Niv | Divisions     | Jouées | Titres | TM Up | TM Down |
| --- | ------------- | ------ | ------ | ----- | ------- |
| I   | 1re nationale | 0      | 0      |       |         |
| II  | 2e nationale  | 0      | 0      |       |         |
| III | 3e nationale  | 6      | 0      |       |         |
| IV  | 4e nationale  | 0      | 0      |       |         |
| V   | 5e nationale  | 0      | 0      |       |         |
|     |               |        |        |       |         |
|     | TOTAUX        | 6      | 0      | 0     | 0       |

- TM Up : test-match pour départager des égalités, ou toutes formes de Barrages ou de Tour final pour une montée éventuelle.
- TM Down : test-match pour départager des égalités, ou toutes formes de Barrages ou de Tour final pour le maintien.

### Classements saison par saison
| Ordre             | Saison  | Nom du club                                                                 | Niveau                                                                      | Classement final                                                            | Remarques                                                                   |
| ----------------- | ------- | --------------------------------------------------------------------------- | --------------------------------------------------------------------------- | --------------------------------------------------------------------------- | --------------------------------------------------------------------------- |
| 1                 | 1932-33 | US Auvelais                                                                 | Promotion (D3) série C                                                      | 7e/14                                                                       |                                                                             |
| 2                 | 1933-34 | US Auvelais                                                                 | Promotion (D3) série C                                                      | 2e/14                                                                       | [ saisons 1 ]                                                               |
| 3                 | 1934-35 | US Auvelais                                                                 | Promotion (D3) série C                                                      | 13e/14                                                                      | Relégué!                                                                    |
| séries régionales |         |                                                                             |                                                                             |                                                                             |                                                                             |
| 4                 | 1936-37 | US Auvelais                                                                 | Promotion (D3) série A                                                      | 3e/14                                                                       |                                                                             |
| 5                 | 1937-38 | US Auvelais                                                                 | Promotion (D3) série C                                                      | 11e/14                                                                      |                                                                             |
| 6                 | 1938-39 | US Auvelais                                                                 | Promotion (D3) série B                                                      | 14e/14                                                                      | Relégué!                                                                    |
| séries régionales |         |                                                                             |                                                                             |                                                                             |                                                                             |
| X                 | 1945    | Le club fusionne avec l'Amicale Jemeppe (2710), le matricule 238 est radié. | Le club fusionne avec l'Amicale Jemeppe (2710), le matricule 238 est radié. | Le club fusionne avec l'Amicale Jemeppe (2710), le matricule 238 est radié. | Le club fusionne avec l'Amicale Jemeppe (2710), le matricule 238 est radié. |